# Nicole Kidman
Nicole Mary Kidman, född 20 juni 1967 i Honolulu, Hawaii, är en australisk-amerikansk skådespelare och producent. 2003 belönades hon med en Oscar för bästa kvinnliga huvudroll för rollen som Virginia Woolf i filmen Timmarna. Hon är UNIFEM-ambassadör.

## Biografi
Kidman föddes på Hawaii av australiska föräldrar som just då studerade och arbetade i USA[källa behövs]. När hon var fyra år,[källa behövs] flyttade familjen tillbaka till Australien, där hon sedan växte upp. Hon tog balettlektioner när hon var tre år. Hon deltog 1983 som 15-åring i musikvideon "Bop Girl" av Pat Wilson. Samma år medverkade hon i Disneys "Five Mile Creek" och "Vildmarksjul".
Under 1980-talet medverkade Kidman i flera australiska TV-serier och filmer, bland annat mini-serierna Vietnam (1986)[källa behövs] och Bangkok Hilton (1989). Hennes internationella genombrott kom med Lugnt vatten 1989.

### Hollywoodkarriären
Hon spelade med sin dåvarande pojkvän – och sedermera make – Tom Cruise i Days of Thunder. Senare spelade hon Dustin Hoffmans gangsterbrud i Billy Bathgate. Därefter blev det ytterligare två filmer med dåvarande maken Cruise i Drömmarnas horisont (1992) och Eyes Wide Shut (1999), Stanley Kubricks sista film. 
1995 var hon med i Batman-filmen Batman Forever och senare samma år kom Till varje pris, vilken hon fick god kritik för[källa behövs]. Hon vann en Golden Globe för sin rollprestation, men erhöll inte någon Oscarnominering[källa behövs]. 
Kidman hade ett mycket framgångsrikt år 2001, då hon Oscarnominerades för Moulin Rouge! och en Golden Globe nominering för rysaren The Others. Följande år belönades hon med en Oscar för bästa kvinnliga huvudroll som Virginia Woolf i Timmarna.

### Privatliv
Kidman var gift med skådespelaren Tom Cruise från 1990 till 2001. De har två adopterade barn tillsammans. Sedan 2006 är hon gift med countrysångaren Keith Urban. Med honom har hon två döttrar, födda 2008 och 2010. Den yngsta föddes av en surrogatmamma. 

## Filmografi i urval
- 1983 – BMX-gänget slår till!
- 1983 – Vildmarksjul
- 1985 – Five Mile Creek (TV-serie)
- 1986 – Vietnam (TV-serie)
- 1989 – Bangkok Hilton (TV-serie)
- 1989 – Lugnt vatten
- 1990 – Days of Thunder
- 1991 – Den första kärleken
- 1992 – Drömmarnas horisont
- 1993 – Stunder av lycka
- 1993 – Skenet bedrar
- 1995 – Batman Forever
- 1995 – Till varje pris
- 1996 – Porträtt av en dam
- 1997 – Fredsmäklaren
- 1998 – Magiska systrar
- 1999 – Eyes Wide Shut
- 2001 – Moulin Rouge!
- 2001 – The Others
- 2002 – Timmarna
- 2003 – Dogville
- 2003 – Åter till Cold Mountain
- 2004 – Birth
- 2004 – The Stepford Wives
- 2005 – Tolken
- 2005 – En förtrollad romans
- 2006 – Happy Feet (röst som Marianne)
- 2006 – Fur
- 2007 – Guldkompassen
- 2007 – Invasion
- 2007 – Margot at the Wedding
- 2008 – Australia
- 2009 – Nine
- 2010 – Rabbit Hole
- 2011 – Just Go with It
- 2011 – Trespass
- 2012 – The Paperboy
- 2012 – Hemingway & Gellhorn
- 2013 – Stoker
- 2013 – The Railway Man
- 2014 – Grace of Monaco
- 2014 – Before I Go to Sleep
- 2014 – Paddington
- 2014 – Stretch
- 2015 – Queen of the Desert
- 2015 – Strangerland
- 2015 – The Family Fang
- 2015 – Secret in Their Eyes
- 2016 – Genius
- 2017 – Big Little Lies (TV-serie)
- 2017 – The killing of a sacred deer
- 2017 – Top of the Lake (TV-serie)
- 2018 – Aquaman
- 2018 – Destroyer
- 2019 – Bombshell
- 2020 – Undoing (TV-serie)
- 2023 – Aquaman and the Lost Kingdom
- 2024 – Babygirl
- 2025 – Holland

## Priser och utmärkelser
- Golden Globe Award för bästa kvinnliga huvudroll – musikal eller komedi, för Till varje pris,  1995
- Theatre World Award,  1999[14]
- Golden Globe Award för bästa kvinnliga huvudroll – musikal eller komedi, för Moulin Rouge!,  2001
- Golden Globe Award för bästa kvinnliga huvudroll - drama, för Timmarna,  2002
- BAFTA Award för bästa kvinnliga huvudrollsinnehavare, för Timmarna,  2002
- Oscar för bästa kvinnliga huvudroll, för Timmarna,  23 mars 2003[15]
- Companion av Australienorden,  26 januari 2006[16]
- Crystal Award,  2015[17]
- Emmy Award för kvinnlig huvudroll i en miniserie eller film, för Big Little Lies,  2017
- Golden Globe Award för bästa kvinnliga huvudroll i en miniserie eller TV-film, för Big Little Lies,  2017
- Emmy Award för kvinnlig huvudroll i en miniserie eller film, för Big Little Lies,  2017
- Time 100,  2018[18]
- Screen Actors Guild Award för bästa kvinnliga skådespelare i en TV-film eller miniserie, för Big Little Lies,  2018
- Golden Globe Award för bästa kvinnliga huvudroll - drama, för Att vara Ricardos,  2021[19]
- Volpipokalen för bästa kvinnliga skådespelare, för Babygirl,  7 september 2024[20]
- Australian National Living Treasure
- Stjärna på Hollywood Walk of Fame
- Jupiter
- Evening Standard Theatre Award för bästa kvinnliga skådespelare
- Sergio Vieira de Mello Citizen of the World

[Redigera Wikidata]